# 피라미드로

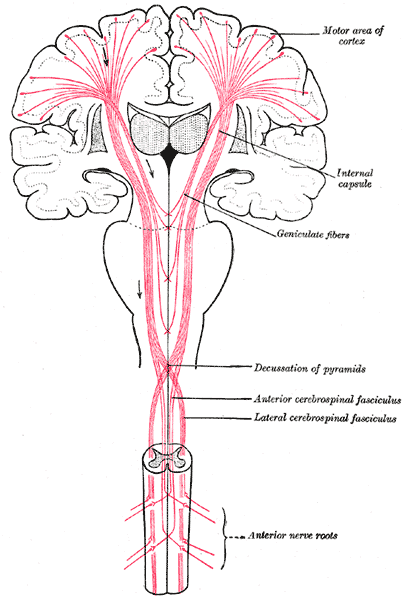
Motor area cortex(운동 영역 피질),Internal capsule(내부 캡슐),Geniculate fibers(과립형 섬유),
Decussation of pyramids(pyramidal decussation 피라미드 교차),anterior cerebrospinal fasciculus(내측 뇌척추막),lateral cerebrospinal fasciculus(외측 뇌척수막),anterior nerve roots(전 신경 뿌리)

피라미드로(pyramidal tract) 또는 추체로(錐體路)는 대뇌 겉질의 운동 영역과 감각 영역에서 시작하여 숨뇌의 피라미드를 지나 척수로 내려가는 신경 섬유 다발이다. 의지적 운동을 지배하며 말초에서 올라가는 감각을 조정하는 데 관여한다.

## 피라미드 교차
피라미드 교차(pyramid交叉)는 숨뇌의 아래쪽 경계에서 피라미드를 이루던 가쪽 겉질척수로(corticospinal tract)의 섬유들이 반대쪽으로 엇갈리며 가로지르는 것을 가리키며 반대쪽으로 가로지른 다발은 가쪽 겉질 척수로를 통하여 척수로 내려간다.

## 경로
겉질숨뇌로(corticobulbar tract, 피질연수로)와 겉질척수로(corticospinal tract, 피질척수로)가 있다.

## 추체로 증상
추체로 증상은 수의 운동을 주관하는 추체로계의 장애에 의해서 일어나는 증상아다. 바빈스키 반사의 출현이 가장 중요하며, 필연적으로 운동 마비가 생기며, 그 밖에 근육 긴장의 항진, 건반사의 항진을 수반할 때가 많다. 추체로 손상 때 나타나는 증상이나 징후로는 바빈스키 징후, 고든 징후, 경직 척수 마비, 발클로누스 따위가 있다.

## 같이 보기
- 망상체
- 겉질적핵로(corticorubral tract, 피질적핵로)
- 안쪽섬유띠